# Kieran Culkin
Kieran Culkin (rodným jménem Kieran Kyle Culkin; * 30. září 1982 New York) je americký herec. Svou kariéru započal jako dětský herec účinkováním ve filmech Sám doma (1990), Hlava rodiny (1991), Sám doma 2: Ztracen v New Yorku (1992), Max a Kevin (1998) a Pravidla moštárny (1999). Průlomu v kariéře se mu dostalo poté, co si zahrál ve filmu Igby (2002), za který byl nominován na Zlatý glóbus a získal Critics' Choice Movie Award. Dále se objevil ve filmech Margaret (2011), Wiener-Dog (2016) a Žádné prudké pohyby (2021) a ztvárnil Wallace Wellse ve filmech Scott Pilgrim proti zbytku světa (2010) a Scott Pilgrim jde na věc (2023).
Mezi lety 2018 a 2023 ztvárnil hlavní roli Romana Roye v satirickém seriálu Boj o moc společnosti HBO, za níž obdržel cenu Emmy, Zlatý glóbus a dvě Critics' Choice Television Award.

## Život
Jeho otcem je herec Kit Culkin a bratrem také herec Macaulay Culkin.
Herectví se začal věnovat již v dětství; nejprve v divadle, později v televizních reklamách a v roce 1990 ve filmu Sám doma, kde hrál po boku svého bratra. Později hrál v mnoha dalších filmech, mezi které patří Pravidla moštárny (1999), Hudba mého srdce (1999), Skandál v katolické škole (2002), Scott Pilgrim proti zbytku světa (2010) nebo Mládeži nepřístupno (2013).
V letech 2018–2023 hrál v americkém seriálu Boj o moc, za nějž získal cenu cenu Emmy, Critics' Choice Television Awards a dva Zlaté glóby a na několik dalších cen byl nominován.